# Феррари, Маттео
Матте́о Ферра́ри (итал. Matteo Ferrari; род. 5 декабря 1979, Афлу, Лагуат) — итальянский футболист, выступавший на позиции центрального защитника. Выступал за национальную сборную Италии.

## Клубная карьера
Маттео начал свою карьеру в клубе СПАЛ, позже его выкупил миланский «Интернационале». В течение 3 лет подряд он был в аренде в «Дженоа», «Лечче», «Бари». После этого времени он отыграл полноценный сезон в «Интере», но вскоре вновь отправился в аренду на этот раз в «Парму». Благодаря хорошей игре Маттео, «Парма» выкупила игрока.
В августе 2004 года Феррари перешёл в «Рому», но в римском клубе он не смог показать такую же яркую игру как в «Парме» и был арендован «Эвертоном». В Англии он провёл всего лишь 8 матчей по причине тяжёлой травмы, полученной в матче с «Арсеналом».
К сезону 2006/07 он вернулся в «Рому», сыграл 36 матчей, а его клуб занял второе место в Чемпионате Италии и выиграл кубок.
Летом 2008 года после окончания контракта покинул «Рому» и подписал контракт с «Дженоа».
Спустя сезон перешёл в стан чемпиона Турции «Бешикташ». 20 октября 2011 года Маттео расторг контракт с «Бешикташем», который отказался исполнять условия контракта защитника.
1 марта 2012 года Феррари официально присоединился к канадскому клубу MLS «Монреаль Импакт».

## Карьера в сборной
Со сборной Италии он выиграл молодёжный Чемпионат Европы в 2000 году и бронзу Олимпийских игр в 2004 году.
Свой первый матч за основную сборную он сыграл 20 ноября 2002 года. Всего за сборную он провёл 11 матчей.

## Личная жизнь
Феррари родился в Алжире, его отец — итальянец, а мать — гвинейка.

## Достижения

### Командные
«Парма»
- Обладатель Кубка Италии: 2001/02

«Рома»
- Обладатель Кубка Италии: 2006/07, 2007/08
- Обладатель Суперкубка Италии: 2007

«Бешикташ»
- Обладатель Кубка Турции: 2010/11

«Монреаль Импакт»
- Победитель первенства Канады: 2013, 2014